# محبة النحاس التنفسية
محبة النحاس التنفسية (الاسم العلمي: Cupriavidus respiraculi) هي نوع من البكتيريا، سلبية الغرام، تتبع جنس محبة النحاس.